# Zinnbergschacht
Der Zinnbergschacht ist eine Schachthöhle in Krottensee, einem Gemeindeteil des bayerischen Neuhaus an der Pegnitz. Sie liegt unweit der Maximiliansgrotte.
Der Schacht wurde 1957 von Mitgliedern des Speleoclubs Sulzbach untersucht. Der Schacht wies eine Tiefe von 5 m auf. 1981 unternahm die Forschungsgruppe Höhle und Karst Franken mithilfe einer Kamera ergebnislose Untersuchungen. Die Forschungsgruppe entdeckte 2016 einen größeren Raum, der „Rumpelkammer“ genannt wurde, nachdem mit Zustimmung der Bayerischen Staatsforsten als Eigentümer und des Landkreises Nürnberger Land als unterer Naturschutzbehörde Erweiterungen des Spalts vorgenommen wurden. Nachdem ein Versturz mithilfe von Abstützungen umgangen werden konnte, fand man eine Halle von mehr als 50 Metern Länge und einer Höhe von 10 bis 15 m, die „Petersdom“ benannt wurde, sowie dahinter einen Canyon von etwa 40 m Länge und einer Deckenhöhe von mehr als 15 m.